# Bukowina (Basse-Silésie)
Pour les articles homonymes, voir Bukowina.
Bukowina est une localité polonaise de la gmina de Długołęka, située dans le powiat de Wrocław en voïvodie de Basse-Silésie.